# Jean-Marie Ragon
No confundir con Michel Ragon.
Jean-Marie Ragon de Bettignies (1781, Bray-sur-Seine - 1862), hijo de un notario público, se inició en la francmasonería en 1804, siguiendo funciones como administrador en la administración imperial. 
Fue miembro de Gran Oriente de Francia, rito de Memphis y Mizraím, los Caballeros Templarios Raymond Bernard Fabre-Palaprat. 
Fundó y presidió la famosa casa parisina "True Friends", luego se convirtió en "Trinosophes" y del Capítulo y del Areopagus inherentes a la misma. 
Considerado por sus contemporáneos como el masón más educado del siglo XIX, fue autor de numerosos libros masónicos de considerable influencia:
- La misa y sus misterios
- El curso de iniciación filosófica y de interpretación antigua
- Ortodoxia moderna de la francmasonería
- La francmasonería oculta

Y una colección de rituales masónicos (y de las partes vinculadas). 
Muchas de sus obras fueron reeditadas por la editorial du Prieure, y luego en varios facsímiles por ediciones Lacour-Ollié. 
Fue el primer editor de la revista francesa masónica Hermes. 
- Datos: Q2838795
- Multimedia: Jean-Marie Ragon / Q2838795